# Reação de Simmons-Smith
A reação de Simmons–Smith é uma processo no qual um carbenóide reage com uma alceno (ou alcino) para formar ciclopropano reação queletrópica. Deve seu nome a Howard Ensign Simmons, Jr. e R. D. Smith. Por o metileno estar ligado a ambos os carbonos do alceno simultaneamente, a configuração da ligação dupla é mantida no produto e o processo é estereoespecífico.
Assim, ciclohexeno, diiodometano, e um par zinco-cobre (como iodeto de iodometilzinco, ICH2ZnI) produz norcarano (diciclo[4.1.0]heptano).
Alternativamente, dietilzinco pode ser utilizado em lugar do par zinco-cobre.
A reação está geralmente sujeita a efeitos estéricos, e então ciclopropanação usualmente ocorre na face mais oculta. De qualquer forma, quando u hidroxi-substituinte está presente no substrato em proximidade à ligação dupla, o zinco se coordena com o hidroxi-substituinte, direcionando a ciclopropanação cis para o grupo hidroxil (o que pode não corresponder à ciclopropanação da face mais estericamente acessível da ligação dupla):
O reagente de Simmons–Smith, por exemplo diiodometano e dietilzinco, pode reagir com tioetéres alílicos para gerar iletos de enxofre, o que subsequentemente leva a um rearranjo 2,3-sigmatrópico, e não ciclopropanação de alceno na mesma molécula, a menos que um excesso de reagente de Simmons-Smith seja usado:

## Reação de Simmons-Smith assimétrica
Embora métodos de ciclopropanação assimétrica baseados em diazocompostos (veja  ligante dioxazolina) existam desde 1966, a reação de Simmons–Smith assimétrica foi introduzida em 1992  com uma reação entre álcool cinâmico e dietilzinco, diiodometano e dissulfonamida quiral em diclorometano:
O grupo hidroxil é um pré-requisito servindo de âncora para o zinco. Em outra versão desta reação o ligante é baseado em um salen e o ácido de Lewis DIBAL adicionado: